# Geogarypus formosus
Geogarypus formosus är en spindeldjursart som först beskrevs av Cândido Firmino de Mello-Leitão 1937. 
Geogarypus formosus ingår i släktet Geogarypus och familjen Geogarypidae. Inga underarter finns listade i Catalogue of Life.